# (74404) 1998 YU11
(74404) 1998 YU11 – planetoida z pasa głównego asteroid okrążająca Słońce w ciągu 5,29 lat w średniej odległości 3,03 j.a. Odkryta 19 grudnia 1998 roku.